# Hodilje
Hodilje je zaselek in manjše pristanišče severno od mesta Ston na polotoku Pelješac, ki upravno spada pod občino Ston; le-ta pa spada pod Dubrovniško-neretvansko županijo.
Pod zaselkom Hodilje leži manjše pristanišče z 15 m dolgim pomolom, na katerega je možen privez plovil z obeh strani pomola. Globina morja ob vsej dolžini pomola je 3 m. Na koncu pomola stoji svetilnik, ki oddaja svetlobni signal: Z Bl 2s.

## Demografija
| Pregled števila prebivalcev po letih | Pregled števila prebivalcev po letih | Pregled števila prebivalcev po letih | Pregled števila prebivalcev po letih | Pregled števila prebivalcev po letih | Pregled števila prebivalcev po letih | Pregled števila prebivalcev po letih | Pregled števila prebivalcev po letih | Pregled števila prebivalcev po letih | Pregled števila prebivalcev po letih | Pregled števila prebivalcev po letih | Pregled števila prebivalcev po letih | Pregled števila prebivalcev po letih | Pregled števila prebivalcev po letih | Pregled števila prebivalcev po letih |
| ------------------------------------ | ------------------------------------ | ------------------------------------ | ------------------------------------ | ------------------------------------ | ------------------------------------ | ------------------------------------ | ------------------------------------ | ------------------------------------ | ------------------------------------ | ------------------------------------ | ------------------------------------ | ------------------------------------ | ------------------------------------ | ------------------------------------ |
| 1857                                 | 1869                                 | 1880                                 | 1890                                 | 1900                                 | 1910                                 | 1921                                 | 1931                                 | 1948                                 | 1953                                 | 1961                                 | 1971                                 | 1981                                 | 1991                                 | 2001                                 |
| 424                                  | 474                                  | 333                                  | 344                                  | 404                                  | 440                                  | 391                                  | 391                                  | 379                                  | 368                                  | 297                                  | 292                                  | 216                                  | 201                                  | 214                                  |